# Six Feet Under (canción de Billie Eilish)
«Six Feet Under» —en español: «Seis pies bajo tierra»— es una canción de la cantante estadounidense Billie Eilish. Se lanzó el 23 de marzo de 2016, a través de Interscope Records y Darkroom Records, como el primer sencillo independiente de la cantante. La pista fue escrita Finneas O'Connell. Alcanzó la certificación de oro en Estados Unidos, y Australia, mientras que en Canadá se certificó con disco de platino.

## Antecedentes y composición
Fue escrita y producida por su hermano Finneas O'Connell. La pista trata sobre no haberse recuperado completamente de un desamor. Extrañar a un exnovio, sabiendo que es bueno para ella. «Six Feet Under», es un término utilizado en referencia a algo o alguien que ha muerto, y en este tema, Billie hace referencia a un romance pasado.

## Vídeo musical
El 30 de junio de 2016, se lanzó un video musical para «Six Feet Under». Fue dirigido por Eilish y editado por su madre, Maggie Baird.

## Recepción comercial
El sencillo logró la certificación de platino en Australia en el año 2019, mientras que en Estados Unidos alcanzó la certificación de oro el 27 de septiembre de 2019. En Canadá consiguió el disco de oro el 14 de febrero de 2019, mientras que el 4 de julio se certificó con disco de platino en el país.

## Lista de ediciones
Descarga digital y streaming
| N.º | Título           | Duración |  |
| 1.  | «Six Feet Under» | 3:09     |  |

## Certificaciones
| País (organismo certificador) | Certificación | Unidades certificadas |
| ----------------------------- | ------------- | --------------------- |
| Australia (ARIA)              | Oro           | 35 000                |
| Canadá (Music Canada)         | Platino       | 80 000                |
| Estados Unidos (RIAA)         | Oro           | 500 000               |
| México (AMPROFON)             | Oro           | 30 000                |

## Historial de lanzamiento
| País   | Fecha                   | Formato                      | Edición  | Discográfica       | Ref    |
| ------ | ----------------------- | ---------------------------- | -------- | ------------------ | ------ |
| Varios | 17 de noviembre de 2016 | Descarga digital y streaming | Original | Interscope Records | [ 11 ] |